# Gladsaxehus

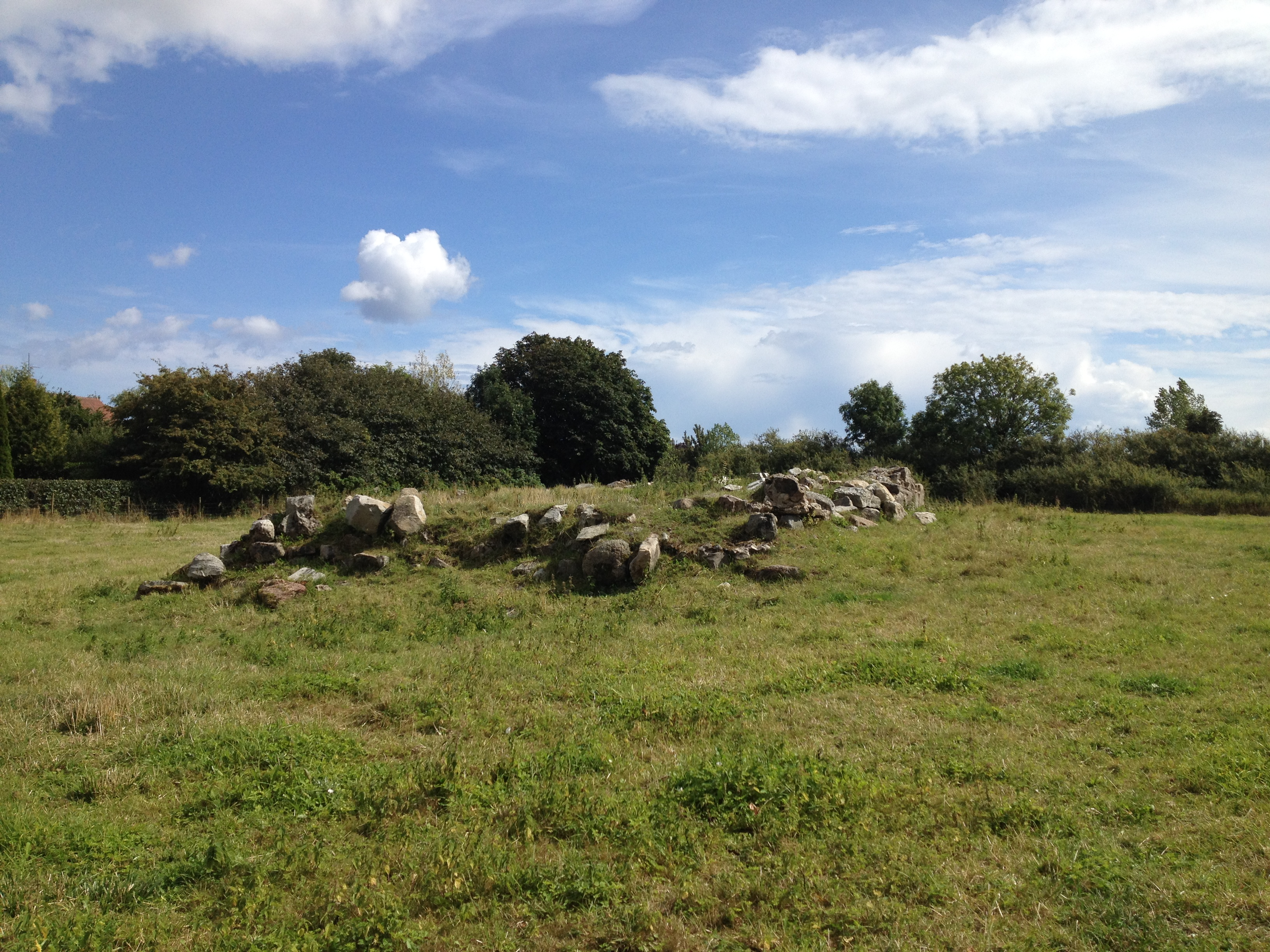
Ruinen.

Gladsaxehus är en ruin efter den forna riksborgen Gladsaxehus och ligger i Gladsax socken i nuvarande Simrishamns kommun i Skåne. Borgen låg omedelbart öster om kyrkan och kyrkogården.
Gladsax nämns för första gången i de skriftliga källorna år 1322 då ärkebiskop Esger Juul utfärdade ett privilegiebrev och stadfäste bestämmelser, vilka var utfärdade av ärkebiskop Eskil på 1100-talet, om att fyra kyrkor läggs under Tommarps kloster, bland dem "ecclesiam sancti Jacobi in Glathsyas".
Den 11 augusti 1398 testamenterar Ide Pedersdatter Falk sin sätesgård i Gladsax, så att denna, tillsammans med en stor förmögenhet i egendom och pengar, skall förordnas som grund och säte för ett planerat kloster för dominikannunnor. Hon insätter sin personliga vän, Drottning Margareta, som testamentsexekutor. Drottningen, och biskop Peder Jensen Lodehat i Roskilde, inser dock platsens strategiska läge som en viktig motpol till ärkebiskoparnas Åhus, fyra mil norr om Gladsax, och Hammershus på Bornholm.  De lyckades erhålla påvens medgivande att överflytta klosterstiftelsen till Gavnø på Själland. 
Sätesgården ändrades därmed till den kungliga länsborgen Gladsaxehus, med Gladsax socken, staden Simrishamn och betydande delar av Albo härad som länets uppland. Gladsax län kom att räknas som ett av huvudlänen i Skåne.
Under cirka 200 år residerade länsherrar på Gladsaxehus över Gladsax län. De länsherrar som residerade var bland andra Eskil Mogensen Göye (länsman 1471–1476), Jens Holgersen Ulfstand (troligen länsman 1476–1486) och Sten Basse Bille (länsman 1490–1506). Gladsax utgjorde ett eget län fram till år 1621, då länet uppgick i Kristianstad län, och kungen mageskiftar Gladsax slott och huvuddelen av länsgodset till Jacob Beck.